# Телодрин
Телодрин, или изобензен, — хлорорганическое соединение, обладает сильнейшей инсектицидной активностью (превосходит альдрин и его производные), чрезвычайно токсичен. Химически стоек, не поддаётся биологическому разложению, имеет долгий период полураспада. Относится к стойким органическим загрязнителям. В настоящее время не используется.

## Физико-химические свойства
Представляет собой твёрдое белое кристаллическое вещество без запаха, практически нерастворимое в воде, хорошо в неполярных органических растворителях: бензоле, гексане, тетрахлорметане, хуже в ацетоне (повышается при нагревании) и метиловом эфире. При омылении даёт лактон.

## Получение
Синтез осуществляется по реакции Дильса — Альдера: хлорированием аддукта гексахлорциклопентадиена с 2,5-дигидрофураном.

## Применение
В настоящее время не применяется ввиду чрезвычайной токсичности. Ограниченно применялся в 1960-е годы (с 1958 по 1965), в качестве инсектицида широкого спектра действия.

## Токсичность
Телодрин — СДЯВ, один из немногих инсектицидов, обладающих чрезвычайно сильной токсичностью. Действует подобно дильдрину, но сильнее. Поражает ЦНС, вызывая сильнейшие судороги (обусловленные накоплением в головном мозгу больших концентраций аммиака, который токсичен для нервной ткани), обладает резкими кумулятивными свойствами, всасывается через кожу, очень опасен при ингаляционном воздействии. Является липофильным соединением.
Более токсичен чем альдрин или его производные, для сравнения приведены ЛД50:
| Наименование инсектицида | LD50 в мг/кг          |
| ------------------------ | --------------------- |
| Телодрин                 | 6÷10 (мыши, накожно)  |
| Альдрин                  | 25÷30 (мыши, накожно) |
| Дильдрин                 | 12÷20 (мыши, накожно) |

Наибольшая токсичность телодрина проявляется также, как  у альдрина и его производных в виде аэрозоля. ЛД50 при ингаляционном воздействии равна ЛД50 синильной кислоты и составляет 1—2 мг/кг.
Действие на кожу
Не вызывает никаких изменений при нанесении и хорошо всасывается, благодаря этому летальные дозы и токсичность по сравнению с альдрином в 3—5 раз сильнее.

## Воздействие на экологию
Стойкий органический загрязнитель, может сохраняться в почве в от 2 до 7 лет, а биологический период полураспада телодрина в крови человека согласно оценкам составляет около 2,8 лет.